# Antichloris albipunctata
Antichloris albipunctata là một loài bướm đêm thuộc phân họ Arctiinae, họ Erebidae.